# Åsnes og Vålers kommun
Åsnes og Vålers kommun (norska: Åsnes og Våler kommune) var en kortlivad kommun i dåvarande Hedmark fylke i östra Norge. Kommunen omfattade den norra delen av nuvarande Åsnes kommun samt hela nuvarande Vålers kommun och gränsade till Värmlands län i Sverige i öster. Tätorten Flisa utgjorde kommunens centralort.

## Administrativ historik
Åsnes og Vålers kommun upprättades 1849 genom utbrytning ur Hofs kommun. Kommunen hade 7 087  invånare vid upprättandet.
1854 delades kommunen i två och de båda kommunerna Åsnes respektive Våler bildades. Den gamla kommunen hade vid delningen totalt 7 087 invånare.